# 개량 가스냉각로

개량 가스 냉각로의 개략도. 열교환기가 압력용기와 방사선 차폐물과 같이 강철강화 콘크리트에 같이 있는 걸 주목
1. 충전 튜브
2. 제어봉
3. 흑연 감속재
4. 연료 집합체
5. 콘크리트 압력용기 및 방사선 차폐물
6. 가스 순환기
7. 물
8. 물펌프
9. 열교환기
10. 증기

개량 가스냉각로(영어: Advanced Gas-cooled Reactor, AGR)은 감속재로 흑연을 쓰며, 이산화탄소를 냉각재로 쓰는 영국의 가스냉각형 원자로의 2번째 세대이다. 개량 가스냉각로는 마그녹스에서 개발되었으며, 마그녹스보다 더 좋은 열효율을 얻기 위해 열에 잘 버티는 스테인레스 스틸 피복재를 사용한다. 스테인레스 스틸 피복재는 마그녹스 피복재보다 더 많은 중성자를 흡수하여, 농축 우라늄을 필요로 하며, 연료 1톤당 하루에 18,000 MWt라는 높은 연소도로 인해서 마그녹스에 비해 연료 교체 주기가 길다. 최초의 AGR 시제품은 영국 원자력 공사에 의해 1962년에 셀라필드 원자력 단지 내에 세워졌다. 그러나, 최초의 상업적인 개량 가스냉각로는 1976년이 되기 전까지 운전되지 않았다.
AGR 발전소의 출력이 555 MWe에서 660 MWe란 운전상의 제한때문에 헤이샴 2, 토네스 원자력 발전소를 포함한 모든 AGR 발전소는 2개의 원자로에, 원자로 하나당 열출력은 1500 MWt에, 660 MWe 터빈-발전기 세트로 구성되어 있다.

## AGR의 디자인
AGR의 디자인은 상업적 석탄 화력 발전소 보일러의 증기상태와 유사하게 디자인 되었으며, AGR의 노심에서 나가는 냉각재의 온도가 648°C로 디자인 되었으며, 이런 고열은 노심을 정상화 시켜준다(흑연산화물은 고온에서 CO2로 변한다). 터빈발전기를 돌리고 다시 노심으로 들어가는 냉각재의 온도는 278°C 정도여서, 마그녹스 발전소에 비해 흑연의 변화량이 적으며, 과열기에서 나가는 온도와 압력은 2,485 psia, 543°C로 디자인 되었다.
연료는 산화 우라늄 펠릿으로 되어있으며, 2.5~3.5%비율로 농축되어 있으며, 마그녹스와 다르게 스테인레스 스틸로 피막처리되어있다. AGR 최초 디자인에서는 스테인레스 스틸이 아닌 베릴륨피막으로 되어 있었다. 베릴륨 피막으로 해도 적당했지만, 스테인레스 스틸 재질의 피막의 중성자 흡수로 인해서 연료 농축이 커지기 때문에, 결국 스테인레스 스틸 재질로 바뀌게 되었다. 이 때문에 농축 우라늄을 쓰게 되어, AGR의 전력생산비가 높아지는 결과를 가져왔다. 이산화탄소 냉각재는 노심안에서 순환하며, 640°C, 40 Bar(약 580 psi)의 압력까지 올라가, 노심 외부의 보일러(증기 발생기) 집합체를 통과하지만, 압력용기 밖을 벗어나지 못한다(그림참조). 제어봉은 흑연 감속재를 관통하고 있으며, 2차 정지체계로, 질소가 냉각재로 투입되며, 마지막 정지 체제에선 원자로 안으로 붕소로 된 공을 집어넣어 원자로를 정지시키는 구조로 되어 있다.
AGR은 약 41%의 높은 열효율(전력 생산/열 생산 비율)을 가지고 있는데, 이는 전형적인 현대 가압수형 원자로의 34%에 비해 높은 수치이다..
이건 AGR이 가스를 냉각재로 택한 덕택에 냉각재 온도가 640 °C 에 육박한다는 점 때문이다. 반면, 가압수형 원자로의 경우, 최대 온도가 325 °C에 불가하다. 그러나, 경수로에 비해 노심이 열효율에 비해 크고, 연료 연소도가 낮아 효율이 떨어지는 단점이 있다..
AGR은 마그녹스, CANDU, RBMK처럼 운전중 연료교환이 가능하다는 장점이 있다. 그러나 최고 출력일 때 연료를 인출하게 되면, 연료 집합체에 진동이 오는데, 이 때문에 1988년부터 1990년대 중반까지 최대 출력일 때 연료교환은 중단되었고, 게다가 최대 출력일 때 연료를 인출하다 연료봉이 노심에 붙어버리는 결과를 초래하게 되었다. 그런 이유로 인해서, 현재 AGR은 일부만 연료 재장전을 하거나, 혹은 연료교환을 위해 원자로를 정지시키고 있다. 보관됨 2005-10-15 - 웨이백 머신
AGR의 시제품은 셀라필드에 있었으며, 현재는 폐로 조치되었다. 또한 AGR은 안전하게 원자로를 폐로시킬때의 규정에 대해서 연구할 수 있는 기회가 되었다.

## 가스냉각로(GCR)의 일반적인 유형
가스냉각로(GCR, gas-cooled reactor)는 천연우라늄을 연료로 사용하며, 감속재로 흑연, 냉각재로 기체를 사용하는 원자로로, 가스 형태의 이산화탄소로 원자로 내부의 열을 뽑아내고 그 열을 이용해 수증기를 발생시키므로 ‘흑연가스형원자로’ 또는 ‘흑연가스로’라고도 부른다. 1956년 영국의 콜더홀원자력발전소에서 개발하였다.
최초의 가스냉각로는 탄산가스를 냉각재로 사용하고, 천연우라늄을 연료로, 흑연을 감속재로 사용하는 것으로 영국에서 주도적으로 개발되었다. 이러한 가스냉각로는 현재 크게 다섯 가지 유형으로 개발되고 있다.
첫번째는 천연우라늄을 연료로 사용하고 흑연을 감속재로 쓰는 마그녹스(Magnox)형 원자로이다. 마그녹스라는 이름은 원자로 안에 넣는 연료봉의 피복재로 쓰인 마그네슘합금에서 따왔다. 최초의 마그녹스형 원자로는 영국 세라필드원자력단지 내에 설치된 콜더홀(Calder Hall) 원자로로, 세계 최초의 상업용 원자력발전소의 서막을 알렸으나, 가동한 지 47년이 지난 2003년 문을 닫았다.
두 번째는 천연우라늄을 연료로 사용하고, 중수를 감속재로 쓰는 슬로바키아의 보홀리체(Bohunice) 원자로이다.
세 번째는 저농축우라늄을 연료로 사용하고 연료봉에 스테인레스스틸피복을 이용하는 영국의 흑연개량가스냉각로(AGR, advanced gas-cooled reactor)이다.
네 번째는 고온에서 운전되고 헬륨으로 냉각되는 탄소피복입자연료를 이용한  미국의 고온가스냉각로(HTGR, high temperature gas-cooled reactor)이다. 다른 형식의 원자로에서는 얻을 수 없는 800~900°C라는 매우 높은 출구온도의 고온가스를 얻을 수 있어 ‘고온가스로’라고도 부른다. 고온가스냉각로는 차세대에너지원으로 각광 받는 수소를 손쉽게 얻을 수 있는 방안으로 떠오르고 있다.
다섯 번째로 냉각재로 기체를 사용하는 가스냉각고속증식로(gas-coold fast breeder reactor)이다. 고속증식로에서는 많은 열이 발생해, 냉각재로 비등점이 높으면서도 중성자가 감소되지 않는 액체금속인 나트륨을 사용하므로, 액체금속로라고도 부른다. 끓는점이 높은 액체나트륨으로 증기를 만들어 터빈을 가동시켜 발전한다.